# Палеологска ренесанса
Палеологска ренесанса или Палеологанска ренесанса је завршни период у развоју византијске уметности . Поклапајући се са владавином Палеолога, последње династије која је владала Византијским царством (1261–1453), био је то покушај да се поврати самопоуздање царства као и културни престиж након што је држава претрпела дуг период стране окупације. Наслеђе ове ере видљиво је и у грчкој култури након пада царства. и у италијанској ренесанси.

## Историја
Након пљачке Константинопоља 1204. године, крсташи су успоставили Латинско царство да влада оним што је била византијска територија. У престоници Византије је извршена опсежна пљачка, а многе реликвије и уметничко благо су послати назад у западну Европу. Тражећи уточиште у непокореним остацима свог царства, византијска елита је формирала владе у егзилу у Никеји, Трапезунду и Епиру. Ови нови политички субјекти су наставили да наручују уметничка дела, која су, међутим, носила знаке ограничених ресурса и фрагментисане империјалне власти. Занатлије су радиле са јефтинијим материјалима него раније - пример је употреба стеатита у скулптурама које су раније биле направљене од слоноваче - а мецене су биле приватни покровитељи, док је раније главни мецена био цар. Један од царева Никеје, Јован III Дука Ватац (р. 1222–1254), предузео је пројекте да обезбеди опстанак традиционалне културе. Наручио је јавне библиотеке у свим градовима свог посједа и наредио општинским челницима да додијеле плате научницима медицине, математике и реторике. Године 1238. основао је и школу филозофије коју је водио Нићифор Влемид.
Константинопољ је 1261. поново заузео Михаило VIII Палеолог (р. 1261–1282), оснивач династије Палеолога и бивши ко-цар Никеје. Усред тријумфалних церемонија, он је прогласио Византијско царство обновљеним и покренуо је кампању обнове престонице. Обнова је била неопходна због штете која је под латинском влашћу нанета граду. Реновирање је такође требало да симболизује опоравак царства од немаштине и понижења које је управо претрпело. Концепција периода Палеолога као културне „ренесансе” у многоме лежи у настојањима Михаила да ревитализује славу Цариграда; у византијским земљама које нису покорили крсташи, уметничко стваралаштво никада није била тако озбиљно уназађено да би захтевало период „поновног рођења“.
Одређени проблеми проузроковани пљачком су се задржали и након опоравка Цариграда. Царске границе су биле трајно смањене, а владари Трапезунда и Епира остали су независни од централне власти. После крсташких ратова дошло је до блиског контакта између грчког света и западне Европе, а византијски и западни уметници су међусобно преузимали технике. Течно познавање више стилова било је корисно за пружање услуга разноврснијој групи мецена, али ове позајмице су такође биле мотивисане интересовањем за инострана уметничка дела и жељом да се од њих учи. Као и у периодуу егзила, многа уметничка дела је финансирала аристократија уместо царева. Сликовни радови из овог доба садрже невиђени број портрета донатора наручиоца који нису били цар или део царске породице. Палеологски период је такође био први период византијске историје уметности у коме су византијски сликари редовно потписивали своја дела; није јасно зашто се овај обичај развио, будући да су иновативност и стилска индивидуалност и даље биле обесхрабрене у православној уметности.
Михаило VIII је наредио радове на Аја Софији, коју су латински цареви били претворили у место католичког богослужења. Црква је преуређена за обављање православних обреда, а на њеној јужној галерији постављен је колосални мозаик Деисиса, дужине 5,2 и ширине 6 метара. Међу осталим објектима којима је Михаил био покровитељ били су палата Влахерна и неколико делова градске одбране, заједно са пројектима јавних служби. Приватни покровитељи су спонзорисали рестаурацију цариградских цркава, од којих су многе одржаване у наредна два века чак и када су стамбени делови града запуштени.
Између 1316. и 1321. године, Теодор Метохит, заменик Михаиловог наследника Андроника II, спонзорисао је опсежну обнову Цркве Христа Спаситеља у Пољу. Фреске и мозаици у Пољи су једно од најистакнутијих достигнућа палеологанске уметности. Дејвид Талбот Рајс истиче да је у исто време „Ђото је украшавао капелу у Падови. Византијски сликар [који је радио у Хори] имао је друге идеје и другачији поглед, али је на свој начин био исто тако велики геније„. Андроник II је ојачао зидове Аја Софије контрафорима 1317. Касније у његовој владавини дошло је до опадања богатства царства, а после 1330. године у престоници је било мало градње. Оптимизам који је гајио Михаил VIII је у каснијим временима довео је до осећаја да је „садашња генерација згрешила и била инфериорна у односу на своје претходнике“.
Године 1346. земљотрес је оштетио куполе Аја Софије, које је поправио Андроник III Палеолог. Манојло II Палеолог (р. 1391–1425) створио је институцију под називом Katholikon Mouseion почетком 15. века. Током владавине Мануела II, научник Деметриос Кидонес је написао неколико текстова као што су Дискурси и дијалози о односу између хришћанства и ислама, о политици и грађанским темама као што су брак и образовање. Написао је и расправу о седам васељенских сабора, песму о томе како преобратити невернике и оповргавање католичке доктрине о процесији Светог Духа.

### Значајни уметници
Под подстицајем царева Палеолога, многи политичари, научници и писци учествовали су у пројектима књижевног препорода и ширења знања. Међу њима су били судија и историчар Јоргос Пахимер (1242 – око 1310) и четворица великих филолога времена Андроник II Палеолог: Тома Магистрос, Деметрије Триклиније, Мануел Москопулос и теолог Максим Планудес (око 12605/1265. ц. 1305/1310). Научник и државник Никифор Хумнос (око 1250/1255 – 1327) био је једна од најзначајнијих личности ренесансе, док је Теодор Метохит (1270–1332) био филозоф и покровитељ уметности и науке, сматран најпотпунијим научник свог времена. Проучавао је класичну антику, иако не са истим интензивним интересовањем као његови савременици у Треченто у Италији. Песник из четрнаестог века Мануел Филес написао је дела који се реферишу на широк спектар уметничких дела и аристократе који су били мецене уметницима. Његово дело даје известан увид у стваралачку делатност његовог времена и места, иако је такође пуно „клишеа или похвала и лозе његових племенитих покровитеља“. У то време постојала је и традиција полемике, пример историчара Никифора Грегора, који је проширио критику Аристотела у свом дијалогу Флорентије. Георгије Гемистос Плетон је прогнан од стране Мануела II у Морејску деспотовину, која је била важан интелектуални центар; његова предавања тамо оживела су платонску мисао у западној Европи. Плетон је увредио цара проучавајући јеретичке, па чак и паганске доктрине, и тако показујући отвореност ума „веома сличну ренесансном хуманизму“.

## Уметност и архитектура

### Палеологски стил
Кирил Манго описује „изразити нови стил“ у сликарству Палеолога, који је био „обележен умножавањем фигура и сцена, новим интересовањем за перспективу (ма колико чудно приказану) и повратком на значајно раније моделе као што су илуминисани рукописи из 10. века“. Ови манири се јављају са једнаком учесталошћу у делима свих величина. Савремени трендови у црквеном сликарству фаворизовали су замршене наративне циклусе, како у фрескама, тако и на иконама; да би служиле овој потреби, традиционални типови светих слика, са великим фигурама портретног типа постављеним на чврсту позадину, делимично су замењени пејзажним сценама. Учесници у циклусима су релативно мали и често су приказани у покрету. Постојали су неформални покушаји да се у уметничким делима креирају илузије три димензије.
Родли говори о „стилу фигуре мале главе, широког тела, 'без кости'” која је била популарна у овом периоду. Чврсти, геометријски узорковани истакнути делови се користе да фигурама дају изглед волумена, иако без интересовања за приказивање реалистичне анатомске конструкције или кохерентног извора светлости. Ову технику су увелико користили уметници Критске школе и тако је постала стандард у поствизантијском иконопису.

### Иконе
Слике темпере на дрвеним панелима су увек биле део корпуса византијских икона. Број нових икона је порастао у периоду Палеолога; Реч "икона", која се раније користила за описивање било које слике коришћене у религиозном контексту, постала је све више повезана са овом врстом панелног сликарства. Феномен је вероватно био повезан са новим обичајима везаним за темплон, параван који се користи у црквама да одвоји конгрегацију од светилишта где су свештеници спроводили ритуале. Пракса постављања икона на овај екран датира најмање из 8. века. Као део општег пораста слика у унутрашњости касновизантијских цркава, додато је више панела и храм је еволуирао у иконостас, „чврсти зид од икона... између богомољца и мистерије хришћанске службе“. До 12. века, употреба у овом важном и веома видљивом контексту је од панелних слика направила престижнију уметничку форму, погодну за наручивање богатих мецена. Чак су и прилично велике иконе, високе четири до шест стопа или више, које су приказивале фигуре веће од природне величине, почеле да се изводе темпером, а не традиционалним фрескама или мозаиком. Мале иконе су такође прављене у количини, најчешће као приватни предмети богослужења. Наручене од стране појединаца и насликане у релативно кратком временском периоду, ове иконе су биле много персонализованије од својих монументалних пандана. Они су били касновизантијска уметничка форма која је највероватније била под утицајем Запада, и често имају натписе или портрете који обележавају људе који су их купили.

### Илуминираним рукописима
Већина преписивача који су радили на илуминираним рукописима били су анонимни: само 17 од 22 рукописа које је сачувао Теодор Хагиопетрит (преписивач који је живео око 1300. године у Солуну) је било потписано. Продукција књига је била ређа, вероватно зато што су многи преписивачи отишли у изгнанство под латинском доминацијом. Ипак, скрипторијум манастира Панагије Одигитрије у Цариграду остали су активни током целог 14. века.

### Мозаици и микромозаици
Велике цркве из тринаестог и четрнаестог века и даље су биле украшене мозаиком, укључујући Деисис у Аја Софији. Овај рад својим фигурама даје нежан и саосећајан аспект и користи сићушне тесере да би се постигло фино моделовање на њиховим лицима, које подсећа на сликарство; упркос својој монументалној величини, изгледа да је намењена да поседује личност иконе. Велики мозаици из периода  Палеолога у Константинопоља су сачувани у цркви-џамији Вефа, цркви Хора и цркви Памакаристос. Све три зграде имају карактеристичан фигурални распоред у унутрашњости купола, на којима су на врху представљени портрети Христа Пантократора или Богородице. Композиција унутрашњи црквава, очигледно диктирана „склоностима високих црквених кругова у престоници“, захтевала је координацију између градитеља цркава и планера иконографских радова, како би се обезбедило да купола има одговарајући број свирала за смештај предвиђене групе фигуре. У другим деловима византијског света, мозаици су постављени у Цркви Светих Апостола у Солуну, цркви Порта Панагија у Тесалији и католикону и капели Светог Николе у манастиру Ватопед на Светој Гори.
Микромозаичке иконе су византијски уметници стварали најмање од дванаестог века, али је после 1204. поново дошло до интересовања за уметничку форму која је оставила преко 20 сачуваних примера. Често мање од 25 центиметара висине, ове касније иконе су биле прављене што је могуће мање импресивно, састављене од тесера „не веће од врха игле... постављених у воску на дрвеној подлози“. Неке иконице су биле делимично направљене од луксузних материјале попут злата и емајла, али су сви микромозаици временон постали цењени због времена и знања које је било потребно за њихову израду. Сакупљали су их богати мецене и у византијским и западним земљама.

### Архитектура
Настали су регионални стилови архитектуре: у Епиру су грађени грандиозни споменици који су укључивали много сполија из римских рушевина, а Морејска деспотовина, коју су држали крсташи до 1262, показала је изражен западни утицај. План и декорација Аја Софије садржали су византијске, западњачке, грузијске и селџучке турске мотиве.
Насупрот томе, у Константинопољу је корошћем конзервативни архитектонски стил, показујући снажан континуитет са праксама претходних векова. У престоници је недостајало средстава и морао је да се концентрише на поправке; већина његових палеологанских цркава нису биле нове творевине, већ проширења постојећих структура. Додаци су обично имали облик „анекса који су обавијали раније цркве са три стране“, пратећи тренд који се први пут појавио у Епиру и Солуну пре него што је усвојен у Цариграду. Анекси у Солуну су можда коришћени за црквене церемоније, док су у Константинопољу служили за раскошне спомен-гробница за аристократе који су спонзорисали њихову изградњу. Међу обновљеним зградама биле су Хора, црква-џамија Вефа, црква Памакаристос и главна црква манастира Липс.

### Одевање
Дводимензионална уметничка дела из периода Палеолога— укључујући горепоменуте портрете донатора— приказују људе обучене у сложене костиме, дајући доказе о личним украсима који су иначе нестали. Научница Аимилија Јерулану сугерише да је касновизантијски накит био богатији и софистициранији него што би се могло закључити из ретких примера који су преживели. Комади који су изгубљени можда су били слични онима направљеним у грчким земљама након пада царства: одликовани су „техничком и естетском изврсношћу пре него... раскошношћу материјала“. Исти секундарни докази навели су историчара уметности Дејвида Талбота Рајса да тврди да је византијска индустрија свиле опстала у овом периоду као и да је настављена производња одеће украшену традиционалном техником таписерије. Рајс додаје да је таписерију постепено заменила декорација у везу, за коју није била потребна специјална опрема за израду.